# Sara i Kaczorek
Sara i Kaczorek (ang. Sarah & Duck) – brytyjski serial animowany dla dzieci. Polska premiera nastąpiła 24 grudnia 2013 roku. Był wtedy wyemitowany odcinek specjalny serialu, odcinek świąteczny. Oficjalnie zaczęto go emitować 6 stycznia 2014 roku. Program emitują kanały CBeebies i TVP ABC. Premiera w TVP ABC nastąpiła 2 stycznia 2018 roku.

## Obsada
- Tasha Lawrence - Sarah
- Roger Allam - Narrator
- Lesely Nicol - Scarf Lady
- Andy Nyman - Bag
- David Carling - Rainbow
- Pete Gallagher - Moon
- Derek Griffiths - Cloud Captain
- Sylvester McCoy - Comet
- Fiona Shaw - Music Lady

## Fabuła
Sara i Kaczorek mieszkają w niewielkiej wiosce, w małym domku z czerwonymi drzwiami, do których prowadzi ścieżka przez ogródek. Razem przeżywają dużo przygód, które czasem kończą się w nieoczekiwany sposób. Poznają świat, w którym zawsze jest miejsce na odrobinę ekscentryczności.

## Wersja polska
W rolach głównych wystąpili:
- Patrycja Teterycz - Sara
- Jacek Labijak - Narrator

W pozostałych rolach:
- Małgorzata Musiała - Szalikowa Babcia
- Paweł Mielewczyk - Księżyc, Torebka babci
- Mikołaj Mikołajewski - Torebka babci, Księżyc
- Krzysztof Grabowski - Tęcza

i inni
Realizacja dźwięku: Marcin Kalinowski
Reżyseria: Karolina Kinder
Kierownictwo produkcji: Paweł Żwan
Opracowanie wersji polskiej: Studio Tercja Gdańsk dla Hippeis Media
Lektor tyłówki: Tomasz Przysiężny